# Les Frères Gachis et l'Agent Fog
Les Frères Gachis et l'Agent Fog est une série de bande dessinée belge humoristique dont l'auteur est Serge Gennaux.

## Synopsis
Cette bande dessinée est faites comme un film muet, avec des gros gags, des agents de polices et des poursuites.

## Personnages
- Les frères Gachis, passent leur temps à se disputer.
- L'agent Fog, a l'art de se trouver là où il ne faut pas.

## Publication

### Albums
L'intégralité des aventures a été rééditée dans un album publié par le Coffre à BD.

### Revues
La série a été publiée dans le journal Spirou en 1967.